# جيفري غرايسون
جيفري غرايسون (بالإنجليزية: Jeffrey Grayson)‏ هو شخصية أعمال أمريكي، ولد في 4 مايو 1942 في سايلم في الولايات المتحدة، وتوفي في 27 نوفمبر 2009 في بورتلاند في الولايات المتحدة.